# Wimbledon 2007

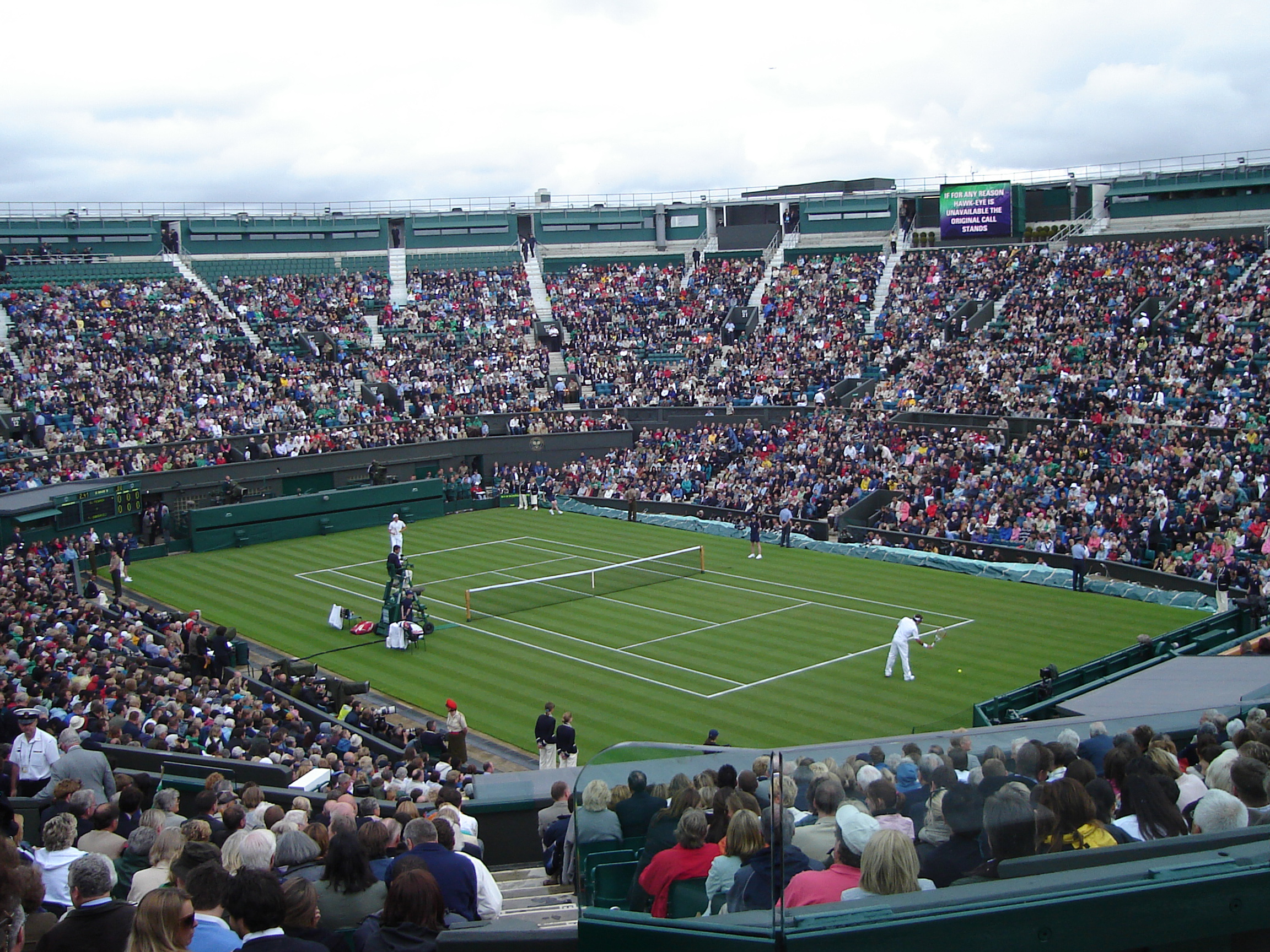
Centrální dvorec neměl horní kryt díky instalaci zatahovací střechy

Wimbledon 2007 byl 121. ročník třetího tenisového grandslamu sezóny – nejstaršího a nejslavnějšího turnaje světa, který probíhal od pondělí 25. června do neděle 8. července 2007. Grand Slam se tradičně konal na travnatých dvorcích v londýnském All England Lawn Tennis and Croquet Clubu. Představoval jediný turnaj velké čtyřky hraný na tomto povrchu, který byl také součásti kalendáře profesionálních okruhů mužů ATP Tour 2007 a žen WTA Tour 2007.
Turnaj organizovala Mezinárodní tenisová federace. Titul ve dvouhře obhajovali švýcarská světová jednička Roger Federer a Francouzka Amélie Mauresmová. Ve třech kategoriích se po dvou letech opět objevili stejní vítězové. Roger Federer mezi muži kraloval již pátý rok za sebou, na ženský trůn se vrátila Venus Williamsová a ženskou čtyřhru opět vyhrály Cara Blacková a Liezel Huberová. Poprvé po dvaceti letech získal jeden ze seniorských titulů britský tenista, když soutěž smíšené čtyřhry opanoval Brit Jamie Murray se Srbkou Jelenou Jankovićovou.
Federer se pátým vítězstvím v řadě na grandslamovém turnaji stal druhým hráčem otevřené éry, jenž tohoto výkonu dosáhl. Pouze Björn Borg vyhrál pět ročníků bez přerušení na French Open. Finále dvouhry mužů trvalo 3 hodiny a 45 minut, čímž se zařadilo na třetí místo nejdelších grandslamových finále mužského singlu všech dob. Švýcar také poprvé odehrál ve finále majoru pět setů.
Venus Williamsová vybojovala čtvrtou mísu Venus Rosewater, když v boji o titul přehrála překvapivou finalistku Marion Bartoliovou. Jednalo se o finále, v němž proti sobě nastoupily dvě nejníže nasazené hráčky wimbledonské historie. Williamsová startovala jako dvacátá druhá nasazená a Bartoliová hrála z pozice turnajové osmnáctky. Francouzka v průběhu soutěže vyřadila světovou jedničku Justine Heninovou.
V ročníku 2007 došlo k novému rozdělení finančních prémií mezi muže a ženy, které získaly stejnou výši odměn. Centrální kurt nebyl opatřen střešním krytem v důsledku rekonstrukce. Její dokončení bylo plánováno na rok 2009, kdy již měl mít dvorec zatahovací střechu.

## Dospělí

### Dvouhra mužů
| Muži        | Tenista               | Tenista                  | Skóre                   |
| Finále      | Roger Federer (1)     | Rafael Nadal (2)         | 7:6, 4:6, 7:6, 2:6, 6:2 |
| Semifinále  | Roger Federer (1)     | Richard Gasquet (12)     | 7:5, 6:3, 6:4           |
| Semifinále  | Novak Djoković (4)    | Rafael Nadal (2)         | 6:3, 1:6, 1:4 odstoupil |
| Čtvrtfinále | Roger Federer (1)     | Juan Carlos Ferrero (20) | 7:6, 3:6, 6:1, 6:3      |
| Čtvrtfinále | Andy Roddick (3)      | Richard Gasquet (12)     | 6:4, 6:4, 6:7, 6:7, 6:8 |
| Čtvrtfinále | Marcos Baghdatis (10) | Novak Djoković (4)       | 6:7, 6:7, 7:6, 6:4, 5:7 |
| Čtvrtfinále | Tomáš Berdych (7)     | Rafael Nadal (2)         | 6:7, 4:6, 2:6           |

### Dvouhra žen
Venus Williamsová vs.  Marion Bartoliová 6–4, 6–1

### Čtyřhra mužů
Arnaud Clément /  Michaël Llodra vs.  Bob Bryan /  Mike Bryan 6–7(5–7), 6–3, 6–4, 6–4

### Čtyřhra žen
Cara Blacková /  Liezel Huberová vs.  Katarina Srebotniková /  Ai Sugijamová 3–6, 6–3, 6–2

### Smíšená čtyřhra
Jelena Jankovićová /  Jamie Murray vs.  Alicia Moliková /  Jonas Björkman 6–4, 3–6, 6–1

## Junioři

### Dvouhra juniorů
Donald Young vs.  Vladimir Ignacik 7-5, 6-1

### Dvouhra juniorek
Urszula Radwańská vs.  Madison Brengleová 2-6, 6-3, 6-0

### Čtyřhra juniorů
Daniel Lopez /  Matteo Trevisan vs.  Roman Jebavý /  Martin Kližan 7-6(5), 4-6, [10]-[8]

### Čtyřhra juniorek
Anastasija Pavljučenkovová /  Urszula Radwańská vs.  Misaki Doiová /  Kurumi Naraová 6-4, 2-6, [10]-[7]